# San Mateo megye
San Mateo megye az Amerikai Egyesült Államokban, azon belül Kalifornia államban található. Megyeszékhelye Redwood City. Lakosainak száma 764 442 fő (2020). San Mateo megye Alameda, San Francisco, Santa Clara és Santa Cruz megyékkel határos.

## Népesség
A megye népességének változása:
| Lakosok száma | 719 756 | 728 288 | 738 681 | 747 373 | 765 135 | 774 155 | 766 573 | 764 442 |
|               | 2010    | 2011    | 2012    | 2013    | 2015    | 2018    | 2019    | 2020    |